# Erich Berschkeit
Erich Berschkeit (* 26. Dezember 1926 in Šilutė (Heydekrug), Litauen; † 19. Mai 2002) war ein deutscher SPD-Politiker, Bürgermeister, Bundestagsabgeordneter, Betriebsratsmitglied und Vorsitzender des Gesamtbetriebsrats der Rheinischen Braunkohle-Werke AG. Kommunalpolitisch war er im Kreis Aachen, besonders im Nordkreis Aachen und in Eschweiler, tätig.

## Leben und Beruf
Berschkeit wurde in Šilutė, einem Ort im seit 1923 von Litauen annektierten Memelland geboren. Nach einer Maurerlehre im Emsland arbeitete Berschkeit, der römisch-katholischen Glaubens war, bis 1951 auf dem Bau. Anschließend war er fast 40 Jahre bei der Rheinbraun AG tätig. Zunächst Bergmann im Tagebau, wurde er 1961 örtlicher Betriebsratsvorsitzender und 1970 Vorsitzender des Gesamtbetriebsrates. Ab 1975 war er Leiter der Hauptabteilung Sozialwesen der Rheinischen Braunkohle AG und ab 1979 schließlich Prokurist.
1971 in Oberhausen und 1972 in Hannover wurde er auf dem außerordentlichen Gewerkschaftskongress der IGBE in den neuen Hauptvorstand gewählt.

## Partei
Erich Berschkeit trat 1946 in die SPD ein. 1973 saß er im Bundesvorstand der Arbeitsgemeinschaft für Arbeit für den Bezirk Mittelrhein. Von 1979 bis 1986 war er stellvertretender Vorsitzender der SPD im Kreis Aachen. Im SPD-Ortsverein Dürwiß, den er mitbegründet hatte, war er ab 1955 langjähriger Vorsitzender und später Ehrenvorsitzender.

## Abgeordneter
Von 1952 bis 1972 war Berschkeit Mitglied im Rat der Gemeinde Dürwiß und von 1961 bis 1972 im Kreistag des Kreises Jülich. Nach der kommunalen Neugliederung wirkte Erich Berschkeit von 1972 bis 1986 als SPD-Fraktionsvorsitzender im Rat der Stadt Eschweiler. Am 2. Juli 1986 legte er überraschend aus privaten Gründen sein Ratsmandat nieder, schied als Bürgermeister aus und verließ Eschweiler.
Vom 4. November 1980 bis zum 18. Februar 1987 war Berschkeit Mitglied des Deutschen Bundestages in dessen 9. und 10. Wahlperiode. Bei der Bundestagswahl 1980 gewann er das Direktmandat im Wahlkreis 54 (Kreis Aachen), bei der Bundestagswahl 1983 zog er über die Landesliste der SPD Nordrhein-Westfalen ins Parlament ein. 

## Öffentliche Ämter
Von 1964 bis 1972 amtierte Erich Berschkeit als Bürgermeister der Gemeinde Dürwiß und vom 19. Oktober 1984 bis 2. Juli 1986 als Bürgermeister der Stadt Eschweiler.

## Ehrungen
Am 22. Februar 1986 wurde Berschkeit von Wattrelos, der französischen Partnerstadt Eschweilers, mit der „Großen Stadtmedaille in Gold“ ausgezeichnet. Nach ihm ist der Erich-Berschkeit-Pokal des Segelklubs Eschweiler See e. V. für Regatten auf dem Blausteinsee benannt.
- Bundesverdienstkreuzes am Bande (verliehen 1979)
- Große Stadtmedaille in Gold der Stadt Wattrelos (verliehen 1986)
- Verdienstkreuz 1. Klasse der Bundesrepublik Deutschland (verliehen 1987)
- Verdienstmedaille der Stadt Eschweiler in Gold (verliehen 1992)
- Willy-Brandt-Medaille
- Kurt-Koblitz-Medaille